# ルーガンビル

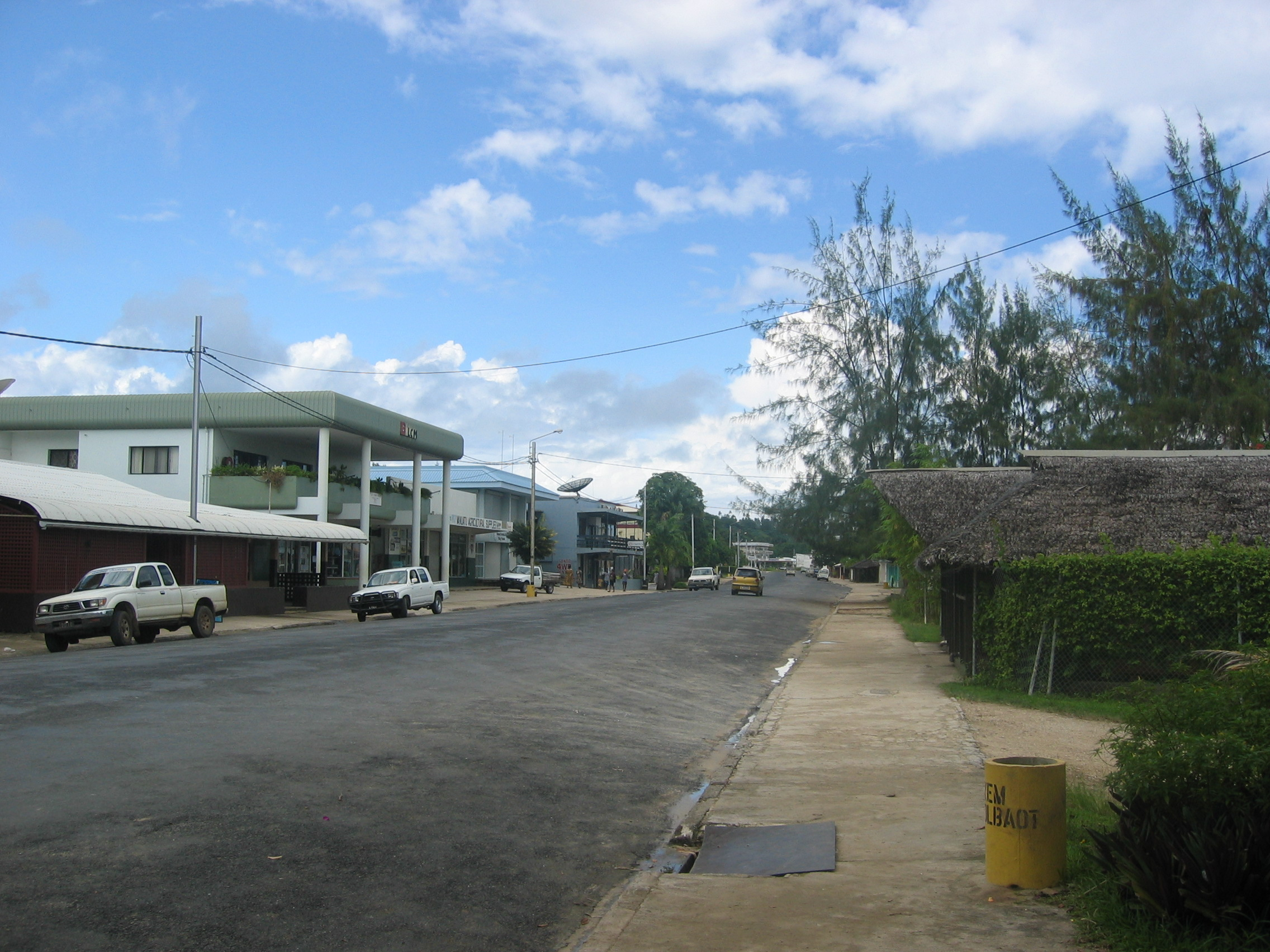
ルーガンビル

ルーガンビル（ビスラマ語: Luganville）は、バヌアツ共和国にある都市。サンマ州の州都であり、同国の第二都市である。かつてはベマラナ共和国の首都であった。

## 概要
エスピリトゥサント島南部のルーガンビル海峡に面する港湾都市で、バヌアツの第二都市であり、同国の産業の中心となっている。人口は10,738人(1999年)で、人口構成としては先住民が多い。バヌアツ北部の交通の中心ともなっており、国際貿易港として認められているため、貨物船などの中継地として利用されている。

## 歴史
第二次世界大戦時代には米軍の基地が置かれ、約10万人の兵士が駐留しており、数多くの公共施設が揃った経済の発展した都市であったが、基地がなくなると街は急速に衰え、現在では当時の兵舎が残っているにとどまっている。ルーガンビルの海岸から100mほど離れた場所には、アメリカ軍の輸送船（徴用された豪華客船のプレジデントクーリッジ号）沈んでおり、ルーガンビル有数のダイビングスポットとなっている。

## 交通

### 空港
- サントペコア国際空港

### 港湾
- ルーガンビル港

## 対外関係

### 姉妹都市･提携都市
国外
- コタキナバル（マレーシア連邦 サバ州）[3]
- モン･ドルー（フランス領ニューカレドニア国 シュド州）[4]
- ホニアラ（ソロモン諸島国 ガダルカナル州）[5]

国内
- ポートビラ（シェファ州）[6]